# Bystra (Gorlice)
Pour les articles homonymes, voir Bystra.
Bystra est une localité polonaise de la gmina et du powiat de Gorlice en voïvodie de Petite-Pologne.